# 鸬鹚乡 (景宁县)
鸬鹚乡是中华人民共和国浙江省丽水市景宁畲族自治县下辖的一个乡。
2013年5月31日，浙江省人民政府批复同意撤销葛山乡建制，将原葛山乡所辖的葛山、坳根、印章、金岱、林湖、西山6个行政村划归鸬鹚乡。调整后，鸬鹚乡辖15个行政村，乡政府驻地不变（鸬鹚村）。

## 行政区划
鸬鹚乡下辖以下村级行政区划单位：
葛山村、坳根村、林湖村、西山村、金岱村、印章村、鸬鹚村、夏山头村、仁字坑村、徐崇村、南坑下村、茶亭村、黄桑南村、山下村和驮戥村。